# Canal de la Lauter
Le canal de la Lauter est un monument historique situé à Wissembourg, dans le département français du Bas-Rhin.

## Localisation
Ce bâtiment est situé rue du Faubourg de Bitche à Wissembourg.

## Historique
L'édifice fait l'objet d'une inscription au titre des monuments historiques depuis 1997.

## Architecture

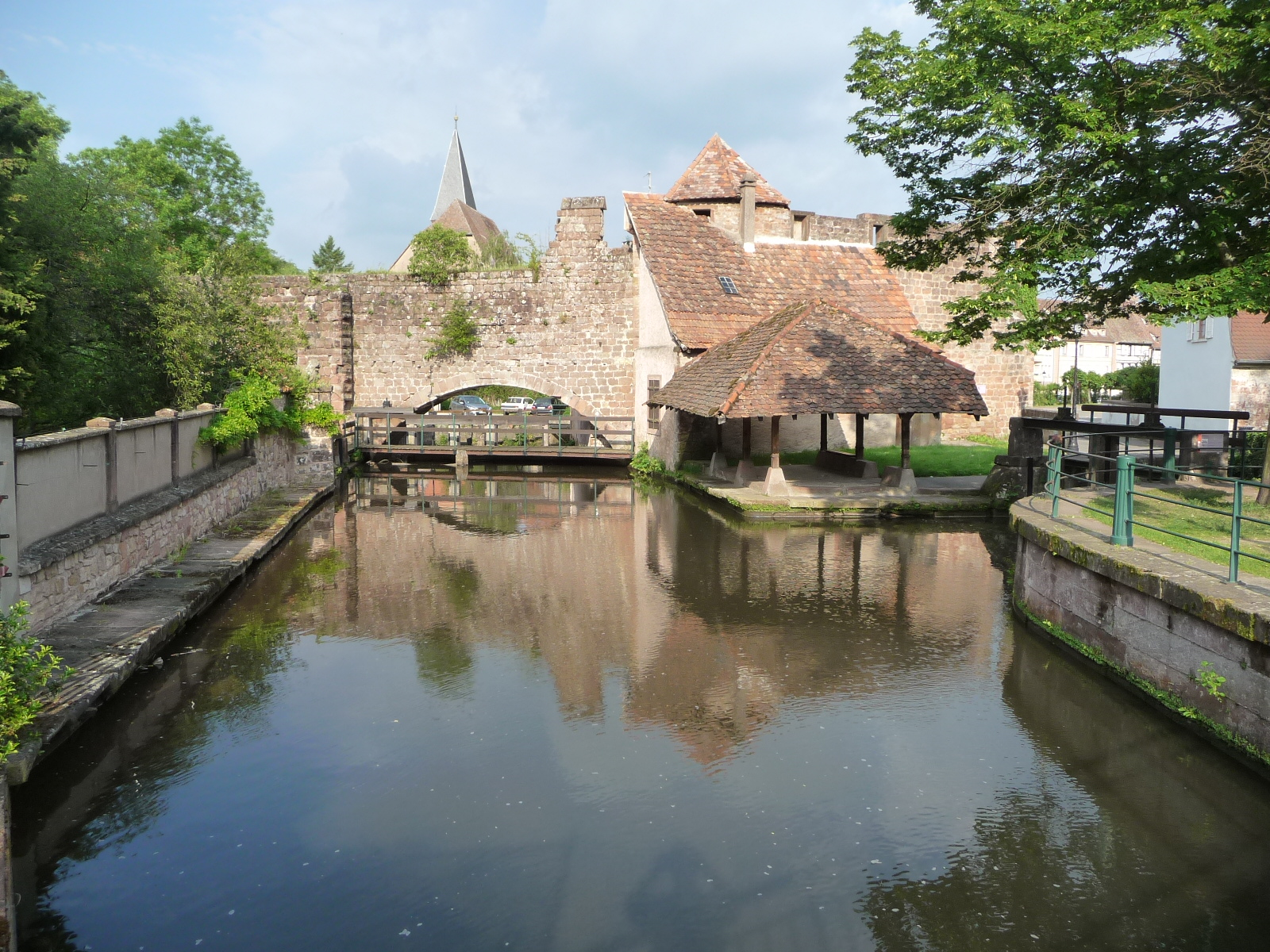
Le canal vers l'enceinte de l'abbaye.
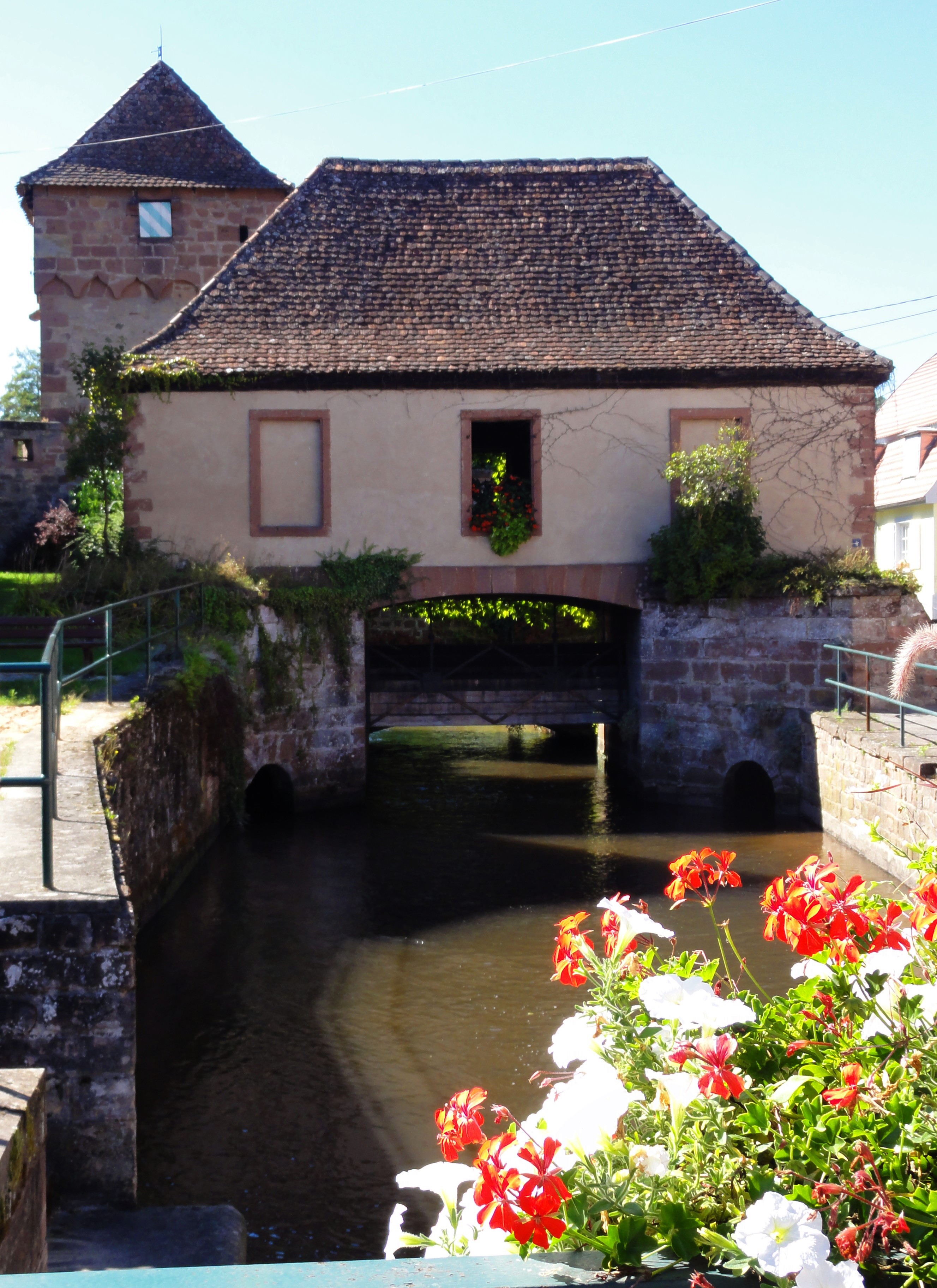
La porte d'entrée des eaux (1748).
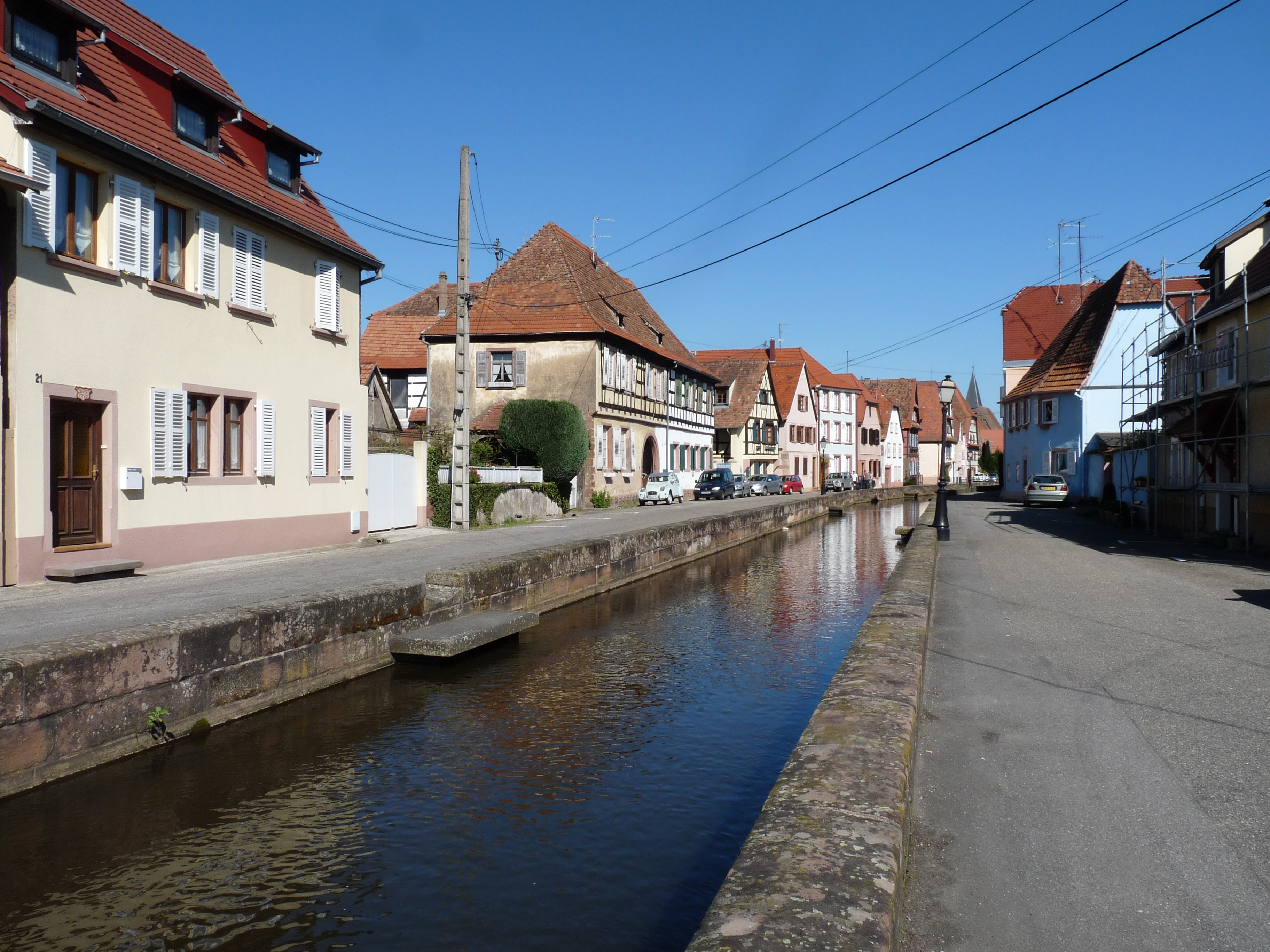
Le canal au Faubourg de Bitche
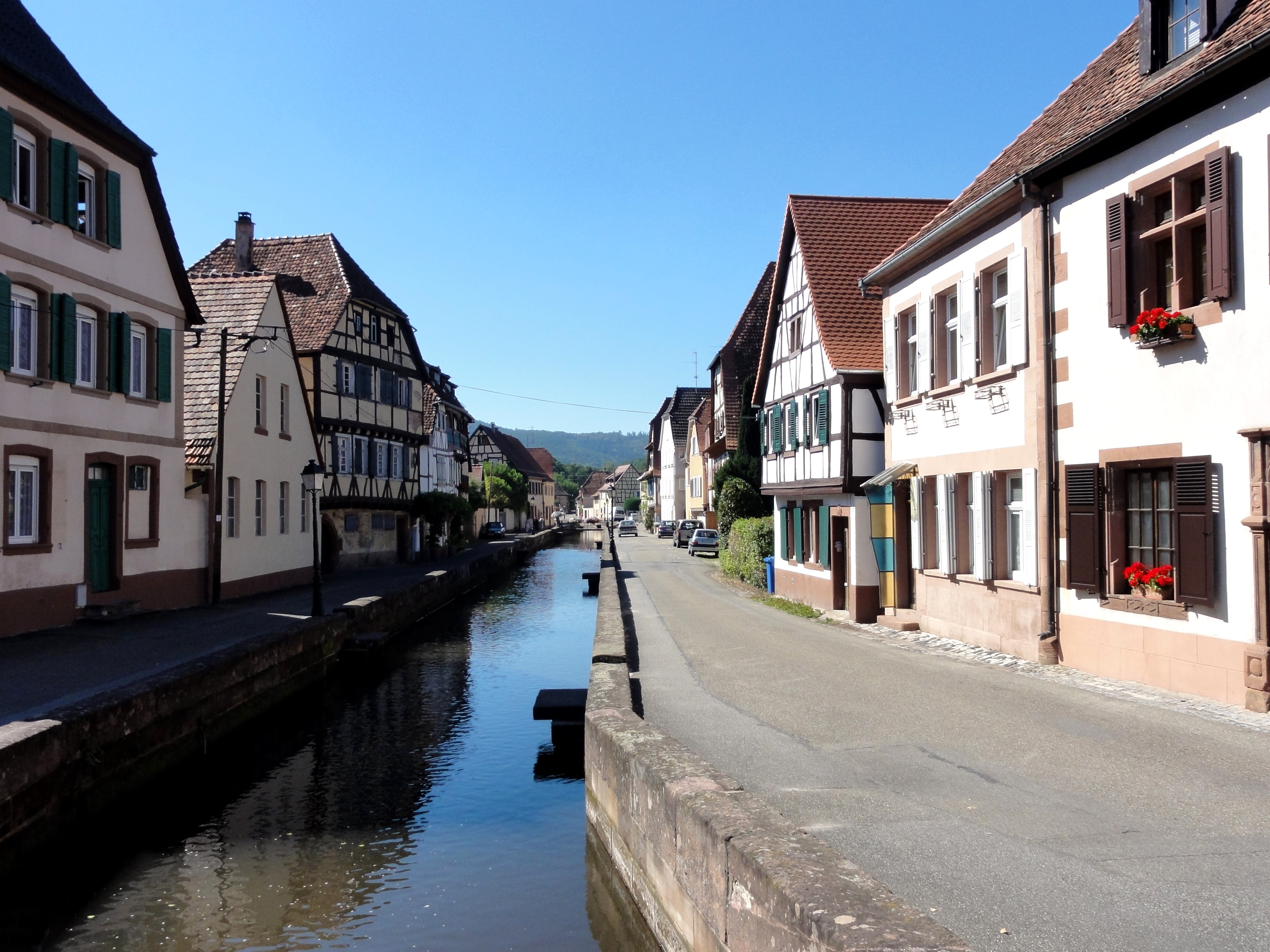
Le canal au Faubourg de Bitche